# Gunda Niemann-Stirnemann
Gunda Niemann-Stirnemann (născ. Kleemann, n. 7 septembrie 1966, Sondershausen, Republica Democrată Germană, Germania) este o fostă patinatoare germană. Ea a făcut parte în timpul carierei sportive din clubul sportiv Eissportclub Erfurt.

## Cariera sportivă
Încă din copilărie a încercat Gunda mai multe discipline sportive, printre care ciclism, înot, voleibal, tenisul de masă și atletismul. În septembrie 19883 va fi Gunda, descoperită ca talent la patinaj viteză. Peste 2 ani în 1985 ea va câștiga prima medalie de aur, la tineret și juniori în Karl-Marx-Stadt. Primul succes într-o competiție sportivă internațională, o va avea în anul 1989, când câștigă titlul de campioană mondială. În anul 1991 în Hamar devine campioană mondială la patinaj viteză, la individul și combinat.
Prima medalie olimpică o câștigă la Jocurile Olimpice din 1992, cu toate că datorită stilului ei ineficace și neestetic, experții n-au socotit-o printre favorite. În anul 2004 după perioada de naștere a copilului, Gunda câștigă campionatul german la 5000 m, și locul 2 și 5 în Cupa Mondială.
La data de 27 octombrie 2005 declară că se retrage din cariera sportivă. Gunda Niemann-Stirnemann după ce a divorțat de Niemann, primul ei soț, este căsătorită  din 2000 cu Oliver Stirneman, un om de afaceri elvețian.

## Palmares
Jocurile Olimpice
- 1992: Aur 3.000 m, 5.000 m și  Argint 1.500 m
- 1994:  Argint 5.000 m și  Bronz 1.500 m
- 1998:  Aur 3.000 m,  Argint 5.000 m și 1.500 m

Campionatul Mondial combinat
- 1989:  Argint
- 1991–1993:  Aur
- 1995–1999:  Aur
- 2000:  Argint

Campionatul Mondial individual
- 1996:  Aur 3.000 m

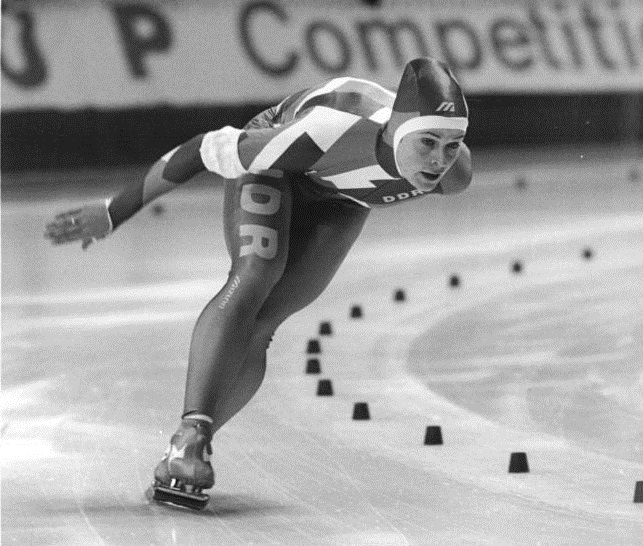
Gunda Niemann-Stirnemann

- 1997:  Aur 1.500 m, 3.000 m și 5.000 m
- 1998:  Aur 3.000 m și 5.000 m și  Argint 1.500 m
- 1999:  Aur 3.000 m și 5.000 m și  Argint 1.500 m
- 2000:  Aur 5.000 m și  Argint și 3.000 m
- 2001:  Aur 3.000 m și 5.000 m